# Фролов, Василий Сергеевич
Василий Сергеевич Фролов (20 февраля 1923, Малая Каменка, Тверская губерния — 24 февраля 2006, Москва) — участник Великой Отечественной войны, командир авиационного звена 210-го штурмового авиационного полка 136-й штурмовой авиационной дивизии 10-го штурмового авиационного корпуса 17-й воздушной армии, полковник. Герой Советского Союза.

## Биография
Родился 20 февраля 1923 года в деревне Малая Каменка ныне Бежецкого района Тверской области в семье крестьянина. Русский. Член ВКП(б)/КПСС с 1944 года. Окончил 7 классов, текстильный техникум в городе Вязники Владимирской области.
В Красной Армии с 1940 года. В 1940 году окончил авиационное училище.
Участник Великой Отечественной войны с июля 1943 года. Командир авиационного звена 210-го штурмового авиационного полка младший лейтенант Василий Фролов к маю 1945 года произвёл 90 боевых вылетов, уничтожил 10 танков, более 30 автомобилей, 2 полевых орудия и свыше 200 солдат и офицеров противника. 4 января 1945 года в бою в районе города Будапешт сбил вражеский самолёт.
К званию Героя Советского Союза Василий Сергеевич Фролов представлялся в феврале 1945 года. Указом Президента СССР от 20 марта 1991 года за мужество и героизм, проявленные в борьбе с немецко-фашистскими захватчиками в Великой Отечественной войне 1941—1945 годов, полковнику в отставке Фролову Василию Сергеевичу присвоено звание Героя Советского Союза с вручением ордена Ленина и медали «Золотая Звезда».
Младший лейтенант Василий Фролов 24 июня 1945 года участвовал в историческом Параде Победы на Красной площади в Москве.
После войны продолжал службу в ВВС СССР. В 1955 году окончил Военно-воздушную академию, а в 1960 году — Военную академию Советской Армии. С 1964 года полковник В. С. Фролов — в запасе.
Жил в Москве. Работал инструктором отдела информационно-пропагандистской работы Международного коммерческого управления гражданской авиации.
Умер 24 февраля 2006 года. Похоронен на Троекуровском кладбище в Москве.
Награждён орденом Ленина, двумя орденами Красного Знамени, орденами Александра Невского, Отечественной войны 1-й и 2-й степеней, Красной Звезды, медалями.

## Произведения
- Фролов В. С. Жизнь в авиации. — Воспоминания. — Москва: Военные архивы России, 1995. — 166 с.